# مسجد محله پایین
مسجد محله پایین مربوط به دوره صفوی - دوره قاجار است و در شهرستان قائنات، بخش مرکزی واقع شده و این اثر در تاریخ ۲۵ اسفند ۱۳۸۰ با شمارهٔ ثبت ۵۱۵۰ به‌عنوان یکی از آثار ملی ایران به ثبت رسیده است.